# Listspinne

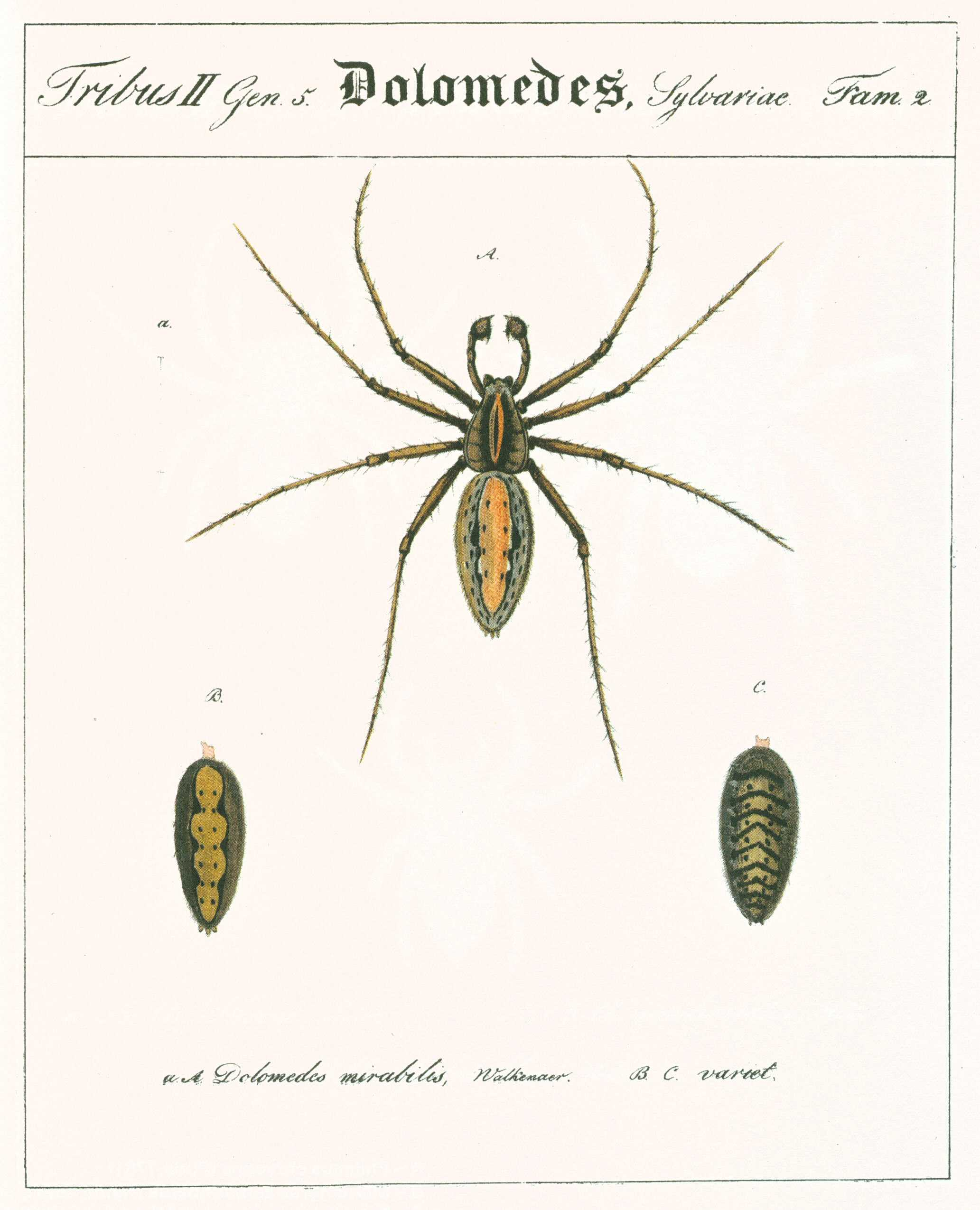
Ein frühes Porträt der Listspinne (Pisaura mirabilis) (♂), mit drei Zeichnungsvarianten des Hinterleibrückens; kolorierte Lithographie C. W. Hahns von 1827

Die Listspinne (Pisaura mirabilis), auch Raubspinne oder Brautgeschenkspinne genannt, gehört zur Familie der Jagdspinnen (Pisauridae) und zur Überfamilie der Lycosoidea. Die Listspinne ist in ganz Europa verbreitet. Sie wurde 2002 von der Arachnologischen Gesellschaft e. V. zur Spinne des Jahres gewählt.

## Aussehen

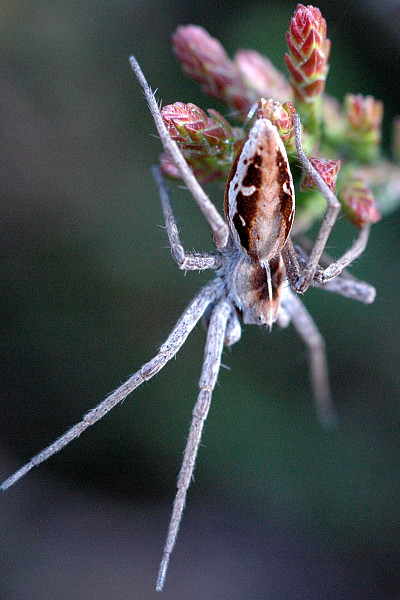
Männchen der Listspinne

Ein auffälliges Merkmal der Listspinne sind die langen Beine, von denen das vierte das längste ist (Beinformel 4-2-1-3, der Größe nach geordnet), und der schlanke Hinterleib. Männchen haben eine Länge von 10 bis 13 mm, Weibchen sind 12 bis 15 mm lang. Nach der Adulthäutung wiegen Männchen im Mittel 54 mg, Weibchen 68 mg.
Der Vorderkörper (Prosoma) hat eine sehr variable Grundfärbung, die von Hellbraun über meist Rotbraun und Grau bis Schwarz reicht. Er trägt in der Mitte einen hellen, deutlich abgesetzten Längsstrich. Der Hinterkörper (Opisthosoma) ist lang und schmal, nach hinten verjüngt und auf dem Rücken mit einer breiten, dunkel gerandeten Zackenbinde versehen.

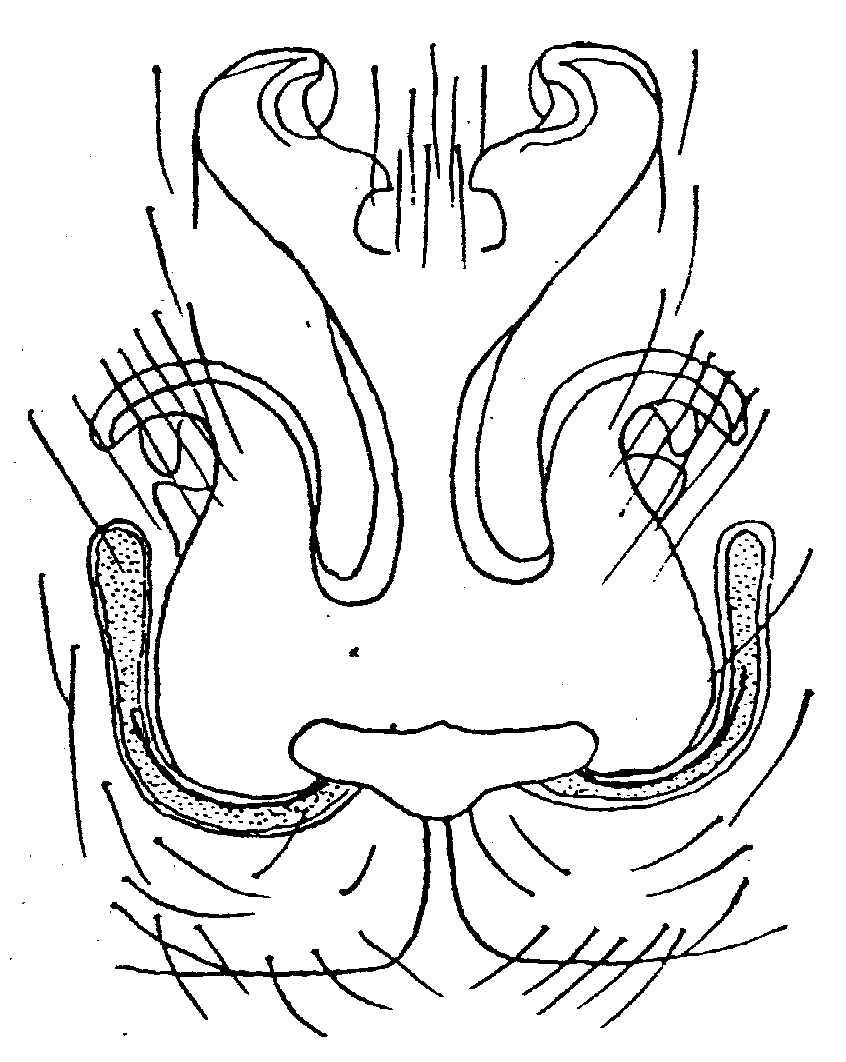
Epigyne/Vulva von P. mirabilis

Die Weibchen besitzen mittig auf der Unterseite des Hinterleibs einen aufgrund stärkerer Sklerotisierung der inneren und äußeren Strukturen auffallend dunklen Bereich (Epigyne) mit den beiden Begattungsöffnungen. Bei den Männchen ist die an der gleichen Stelle liegende Geschlechtsöffnung unauffällig. Bei der Listspinne variieren Zeichnungsmuster und Farben des Hinterleibs (Farbpolymorphismus), was schon Hahn (1827, 1834), Bösenberg (1903) und Le Pape (1972) hervorhebend beschrieben. Diese Zeichnung, die sowohl durch Haare als auch Hautpigmente hervorgerufen wird, ändert sich mit dem Heranwachsen (Ontogenese). Pénicaud (1979) fand fünf Typen in der bretonischen Population bei Rennes. Am verbreitetsten war Typ 3, gefolgt von 2, 5 (überwiegend Weibchen) und 1 (überwiegend Männchen): Typ 1 (Rosa und Schwarz), Typ 2 (gelbes Band), Typ 3 (blasses Zickzackmuster), Typ 4 (zwei Spangen) und Typ 5 (sechs Flecken).
Männchen sind kontrastreicher als Weibchen gefärbt und erscheinen, vor allem im Kontrast zum weißen Brautgeschenk, schwarz. Weibchen werden oft zum Ende des Sommers blasser. Die Längsstreifen auf Vorderkörper und Hinterleib sind in allen Farbvarianten vorhanden. Sie wird als kryptische Färbung und auch als Schutzanpassung an optisch jagende Feinde gesehen.

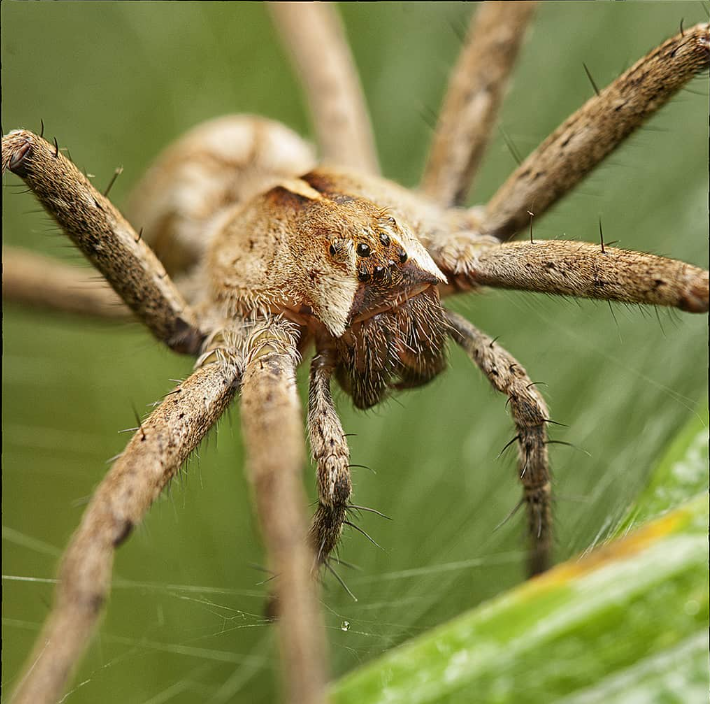
Porträt einer Listspinne

Die Kiefertaster (Pedipalpen), also das zweite Gliedmaßenpaar, sind bei Nymphen und Weibchen beinartig, bei Männchen am Fuß verdickt (Bulbus). Am Ende der Verdickung findet sich der Eindringer (Embolus), der das Sperma nach der Aufnahme vom Spermanetz bis zur Paarung aufbewahrt. Am äußeren Chelicerengrundglied befinden sich nur drei Zähne.

## Verbreitung und Lebensraum
Die Listspinne ist in ganz Europa verbreitet. Nach Blandin (1976) kommt sie außerdem auf den Kanarischen Inseln und Madeira, im asiatischen Teil Russlands, in China und ganz Nordafrika vor. Während Roewer (1954) ihr Vorkommen für die ganze Paläarktis beschreibt, nimmt die Listspinne nach Pénicaud (1979) nur den westlichen Bereich des paläarktischen Verbreitungsgebiets der Gattung Pisaura ein. Seit Brignoli (1984) die Variationen der Weibchen beschrieben hat, ist die Verbreitung von Pisaura mirabilis außerhalb Europas höchst umstritten.
Die Listspinne besiedelt fast alle Habitate, bevorzugt jedoch feuchte Lebensräume wie Feuchtwiesen, Niedermoore, Salzwiesen, Dünenbereiche, Waldränder und feuchte Hecken (Knicks). Sie kommt in allen Höhenschichten (Strata) vom Boden bis zu den Baumkronen vor. Lediglich unter Steinen und in Höhlen fehlt sie. Die Listspinne ist in Höhenlagen bis 1500 m heimisch.

## Lebensweise
Die Listspinne hat ihre Fortpflanzungsperiode im Frühjahr und Sommer. In der Regel erfolgen auch Eiablage und Kokonherstellung in dieser Zeit. Die Jungtiere überwintern. Die Listspinne fängt am Tag und in der Nacht Beute. An warmen Tagen ist sie auch im Winter aktiv.

### Entwicklung

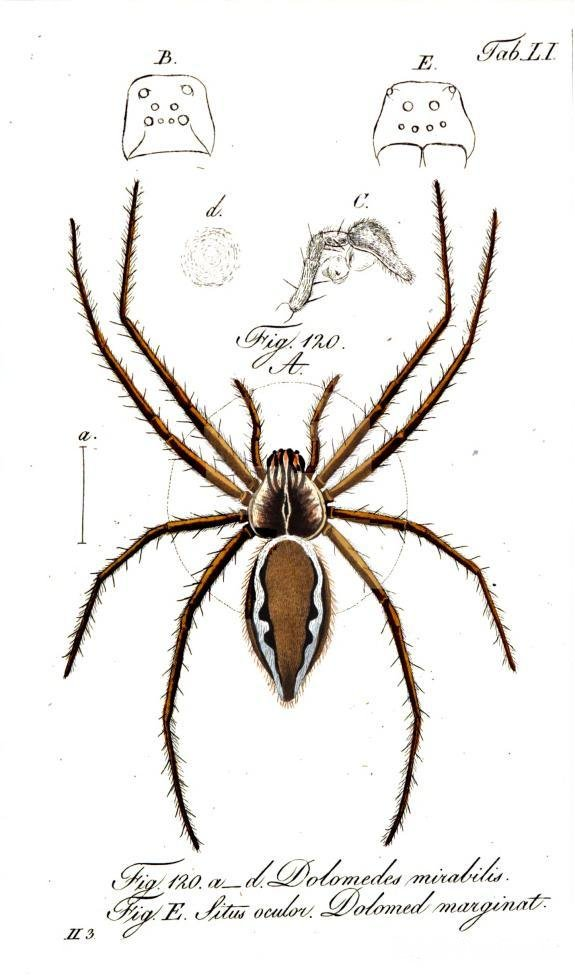
Pisaura mirabilis in Hahns Die Arachniden von 1834:
Weibchen mit Eiersack (A),
Augenstellung von vorne (B),
Pedipalpus eines reifen Männchens (C)

Die Listspinne entwickelt sich aus einem befruchteten Ei innerhalb des Kokons zum Embryo. Nach der Umrollung des Embryos entsteht die so genannte Prälarve. Diese häutet sich fast gleichzeitig mit dem Verlassen der Eihülle. In diesem ersten Stadium ist die junge Listspinne noch haarlos, klauenlos, ohne funktionierende Sinnesorgane und unbeweglich. Nach einigen Stunden erfolgt dann die Häutung zur Larve. Diese ist farblos, aber beweglich und kann schon Sinnesreize aus der Umwelt wahrnehmen. Sie hat keine Augen und ihre Cheliceren haben nur eine kurze scharfe Spitze. Zudem hat sie einige Tasthaare an den Füßen.
Je nach Temperatur häutet sich die Listspinne nach 4,5 bis 7,5 Tagen zur Nymphe 1. Sie verlässt den Kokon nach dem Öffnen durch die Mutter und lebt zunächst im Kinderstubennetz, das das Weibchen aus dem Glockengewebe gefertigt hat. Dort nimmt sie noch keine feste Nahrung zu sich, sondern zehrt weiter von ihren Dotterreserven. Zudem trinkt sie an Wassertropfen. Nach ungefähr einer Woche beginnt die Nymphe sich in ein selbstständiges Leben im ersten eigenen Netz abzuseilen. Der Übergang findet meist im sechsten oder siebten Stadium statt. Nun kann sie bereits Fruchtfliegen überwältigen. Kannibalismus tritt in den ersten Tagen nicht auf. Während ihrer Nymphonal-Imaginalperiode durchläuft die Listspinne maximal zwölf Stadien. Männchen werden mit dem neunten bis elften Stadium geschlechtsreif, Weibchen mit dem zehnten bis zwölften Stadium. Kühle Witterung verzögert die Entwicklung. Alle Stadien produzieren einen Sicherheitsfaden, an dem sie sich bei Gefahr abseilen.
Von dem Stadium der Prälarve bis zur letzten Häutung (Adulthäutung) beträgt die Lebensdauer im Mittel 257 Tage für ein Männchen (Stadium 10) und 289 Tage für ein Weibchen (Stadium 11). Das Adultalter ist der Zeitraum von der letzten Häutung bis zum Tod. Weibchen werden deutlich älter als Männchen. Der Rekord liegt für Weibchen bei 247 Tagen und für Männchen bei 186,5 Tagen.
In Abhängigkeit vom Verbreitungsgebiet überwintert die Listspinne als Nymphe ein- oder zweimal. Sie verbringt die Zeit der Winterruhe (Diapause) in Bodennähe in der Vegetation unter Laub, Moosen und Steinen. Auch in Garagen und Häusern übersteht sie den Winter. In Südfrankreich überwintern einzelne Exemplare unter lockerer Rinde von Platanen. Dort treten die Nymphen des Stadiums 6-8, meist 7 im November die Winterruhe an und nehmen ihre Entwicklung wieder Ende Februar/Anfang März auf.
In West- und Mitteleuropa erreicht die Listspinne ihre Geschlechtsreife im Mai, so dass dann Spermaaufnahme, Brautgeschenkherstellung, Weibchensuche, erste sexuelle Erregung, Balz und Paarung stattfinden. In Nord- und Osteuropa treten geschlechtsreife Listspinnen erst ab Juni auf, während sie in Südeuropa die Geschlechtsreife schon im April erreichen.
In Südeuropa hat die Listspinne einen einjährigen Jahreszyklus. Sie wächst im Sommer heran, macht eine Ruhepause mit Häutungsstopp im Winter, wird im Frühling erwachsen, pflanzt sich fort und stirbt spätestens im Herbst. Ihr Nachwuchs ist im nächsten Frühjahr geschlechtsreif. Im nördlichen Verbreitungsgebiet dauert die Entwicklung zwei Jahre, da die Nymphen zweimal überwintern müssen, bis sie geschlechtsreif sind. In Mittel- und Westeuropa gibt es eine Mischform von ein- und zweijähriger Entwicklung. Zwei Monate haben die Männchen Zeit, sich fortzupflanzen, dreieinhalb Monate die Weibchen.

## Fressfeinde, Parasiten und Krankheitserreger
Die Listspinne hat zahlreiche Fressfeinde. Dazu zählen Wegwespen, Laubfrösche, Eidechsen und Singvögel am Tag sowie Kröten, Spitzmäuse und Fledermäuse in der Nacht. Aber auch andere Spinnenarten stellen Gefahren dar. In Südeuropa kommen weitere Feinde wie die Gottesanbeterinnen hinzu. Gelegentlich wird die Listspinne auch von Krabbenspinnen erbeutet. Zudem kommt Kannibalismus vor.
Die Listspinne ist auch oft ein Opfer von Parasiten und Parasitoiden. Dies sind vor allem Fadenwürmer, Grabwespen, Schlupfwespen, Wegwespen und Spinnenfliegen. Auch Erzwespen, Mückenhafte und weitere Fliegen aus anderen Familien sowie Milben parasitieren diese Spinne. Die Parasiten befallen sowohl die Tiere selbst als auch die Eier in den Kokons. Letzteres kann zur vollständigen Vernichtung eines Geleges führen.
Die Listspinne wird sowohl von Baculoviren als auch Rickettsien befallen. Beide gelangen höchstwahrscheinlich über Insektenbeute in das Darmsystem. Nicht nur Nymphen und erwachsene Tiere können infiziert werden, sondern auch die Stadien im Kokon. Pilzinfektionen sind bei der Listspinne bisher nicht bekannt.

## Verhalten
Die Listspinne bewohnt in ihrer Jugend ein Netz und spinnt später selbst verschiedenartige Netze. Männchen stellen Spermanetze her, Weibchen fertigen Eikokons sowie Glockengespinste und Kinderstubennetze. Sowohl Männchen als auch Nymphen und Weibchen umspinnen ihre Beute.

### Netzaufbau
Die Listspinne baut ihr Netz in der Krautschicht und fixiert es an Gräsern und krautigen Pflanzen. Charakteristisch ist die Position des Netzzentrums und somit der Spinne im unteren Winkel. Sie sitzt dabei kopfunter, nach oben und nach einer Seite hin von Pflanzenteilen geschützt und verdeckt.
Typisch für das Netz der Listspinne ist ein zentraler, von einem Fadengeflecht umgebener ellipsoider Freiraum (Oval), den sie selten verlässt und in dem sie auf Beute lauert. Das Oval misst in der Längsachse das eineinhalb- bis zweifache der Körperlänge, in Breite und Höhe das einhalb- bis eineinhalbfache der Spinne. Vom Ovalrand aus laufen kreuzende Spannfäden in die Umgebung, die den zentralen ovalen Raum auch bei Bewegungen der umgebenden Grashalme, Blätter oder Zweige dauerhaft konstant erhalten. In diesem Netzbereich sind Fäden zu finden, die einer Perlenschnur ähneln. Auf beiden Seiten der Ovalöffnung formen Fäden eine trichterförmige Struktur. Ein Teil dieses Netzbereiches (Warte) gibt der Spinne Halt und ist auch noch bei erwachsenen Tieren zu finden. Form und Ausdehnung des Netzes variieren in Anpassung an die Umgebung beträchtlich, aber die drei Hauptelemente Oval, trichterförmige Fußstütze und fächerförmig ausgebreiteter Bereich sind immer vorhanden.

### Wohn- und Jagdnetz

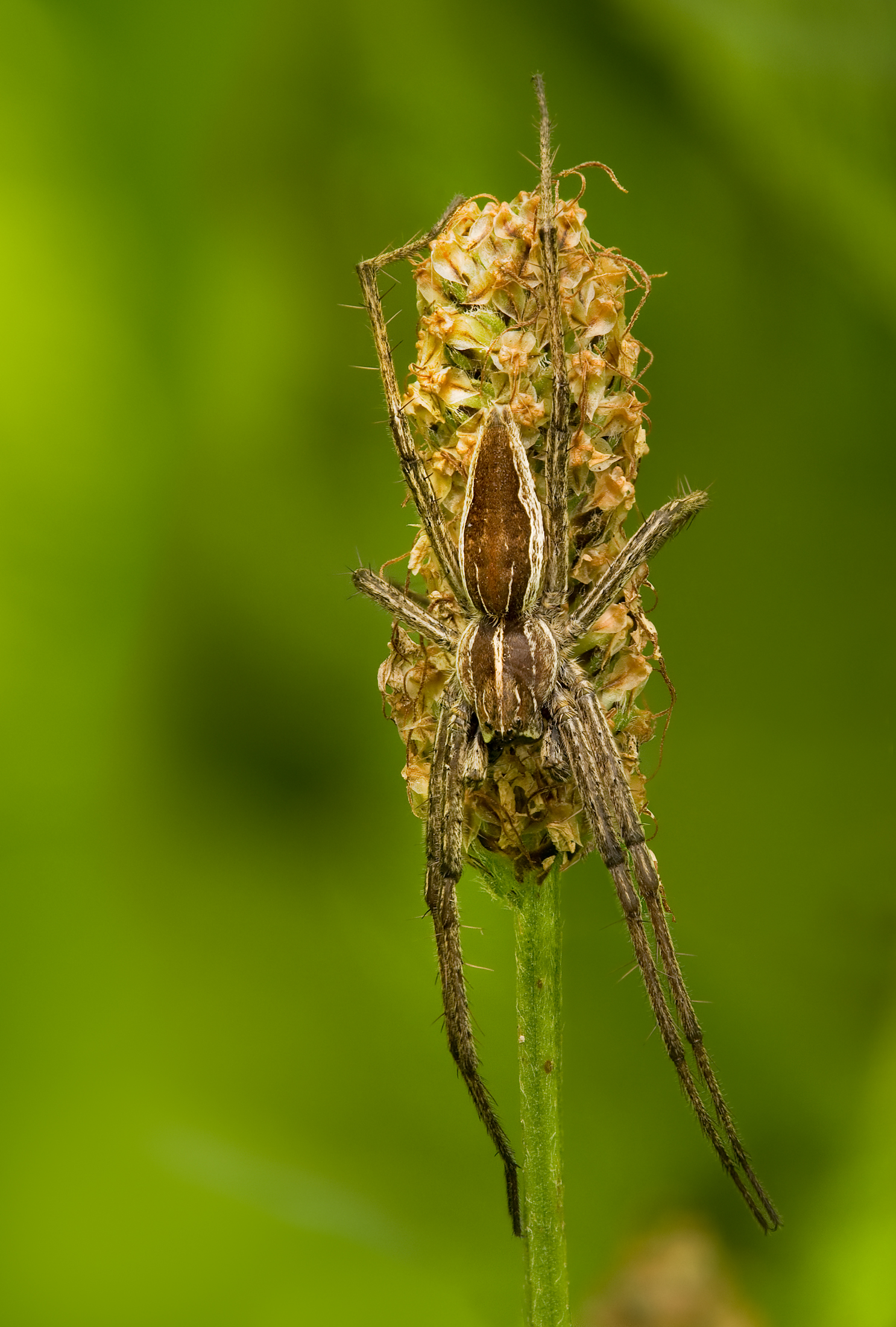
Listspinne auf Spitzwegerich (Plantago lanceolata) in Ruhestellung

Die Listspinne sitzt im Netzoval in der charakteristischen Lauerstellung kopfunter mit dem Bauch zum Pflanzenstängel. Sie hat einen Sicherheitsfaden im oberen Bereich des Ovals befestigt und streckt ihre Beine zu beiden Seiten aus den Ovalöffnungen. Die Palpen berühren den Rand des Ovals, so dass sie jederzeit bereit ist, nach rechts oder links aus den Ovalöffnungen herauszuspringen, um Beute zu fangen oder zu fliehen.
Schon Nymphen sind zum Netzbau fähig, bauen ihre ersten eigenen Wohnnetze aber erst nach Verlassen der Kinderstube, etwa eine Woche nach dem Schlüpfen. Spätestens nach zwei Wochen haben alle Jungen ihr erstes eigenes Netz gebaut. Sie halten sich meistens in ihrem Oval auf, verlassen es aber kurzfristig zur Kotabgabe und Häutung.
Bei leichten Störungen in der Netzumgebung nehmen sie ruckartig die unbewegliche Haltung ein: beide vorderen Beinpaare starr nach vorne gestreckt. Bei etwas stärkeren Störungen verlassen sie ihr Netzoval, bleiben aber in der Umgebung. Erst massive Störungen lösen eine schnelle Flucht in die Tiefe der Vegetation aus. Nach einigen Minuten kehrt die Nymphe dann am Sicherungsfaden hängend oder zu Fuß in ihr Oval zurück. Zum Beutefang springen die Spinnen meist heraus, suchen das Oval mit der Beute aber sofort wieder auf.
Wird das Netz zerstört, so baut die Listspinne in der Regel innerhalb von 24 Stunden im Freiland oft am selben Platz ein Neues. Bis zum sechsten Stadium wird ein verlorenes Netz durch ein neues ersetzt. Geschlechtsreife Spinnen haben nie vollständige Netze, sondern nur Fragmente.

### Jagdverhalten

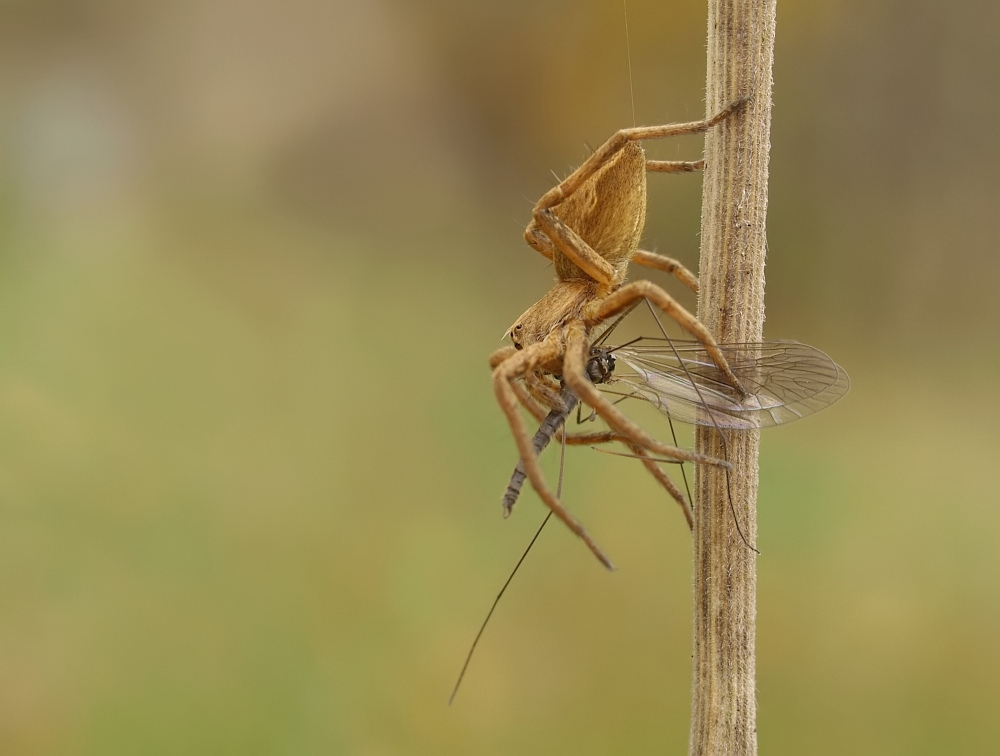
Listspinne mit Mücke als Beute

Die Listspinne jagt vom Frühjahr bis in den Herbst. Während der Überwinterung fängt sie nur bei Wärmeeinbrüchen Beute. Diese besteht zum Hauptteil aus Insekten, an erster Stelle Fliegen und Mücken, aber auch Zikaden und Heuschrecken, gefolgt von Weberknechten und Webspinnen. Kannibalismus kommt bei Nymphen und Weibchen vor.
Sobald die Nymphe ihr erstes Wohnnetz gebaut hat, lauert sie in ihrem Oval kopfunter auf Beute. Sie reagiert sowohl auf Beutetiere, die das Netz berühren oder an Pflanzen der unmittelbaren Umgebung klettern, als auch auf vorbeikommende Fliegen. Bei kurzen oder schwachen Reizen nimmt sie die Bereitschaftsstellung ein, indem sie die ersten Beinpaare spreizt, ohne sich von der Stelle zu bewegen. Meistens rennt sie jedoch rasch aus ihrem Netzoval, umklammert die Beute in einem aus allen Beinen gebildeten Fangkorb (Spinndauer: 0,1 Sekunden) und trägt sie in den Cheliceren in ihr Oval zurück, wo sie diese kopfunter verzehrt. Ältere Stadien handeln auf die gleiche Weise, transportieren jedoch große Beute auch rückwärts und verzehren sie kopfunter unterhalb des Ovals, falls sie nicht hineinpasst. Kleinere Beutetiere werden einfach mit den Cheliceren ergriffen. Misslingt der erste Fangversuch, verfolgt die Listspinne ihre Beute. Die wesentlichen Phasen des Beutefangs sind somit Lauern, Sprung, Umklammern, Biss, Auflösen des Fangkorbs, Hochtransport, Drehen in Kopfunterposition, Anheften des Sicherungsfadens an den Untergrund, Fressen und Fallenlassen der Beutereste.
Beim Fang beißt die Listspinne nach Umklammern mit dem Fangkorb die Beute mit den Cheliceren und injiziert dabei ihr Gift. Nach wenigen Sekunden oder Minuten ist das Beutetier tot. Im dritten Stadium können sogar mehrere Fliegen kurz hintereinander erjagt werden. Die Listspinne zerkaut ihre Beute mit den Cheliceren, wobei sie die Verdauungssekrete auf die Beute abgibt und die aufgelösten Bestandteile durch die enge Mundöffnung wieder einsaugt. In der Regel fängt die Listspinne einen halben Tag vor einer Häutung und einen halben Tag danach keine Beute. Bis zu einem halben Tag vor der für Spinnen üblichen Todesstarre geht sie auf Beutejagd.
Zur Aufbewahrung umspinnen sie die Beute oder Reste großer Beute und transportieren sie an den Cheliceren, bis sie sie an Gräsern oder Blättern befestigen. Das Umspinnen verhindert den Verlust der Nahrung, die nicht sofort gefressen werden kann, und dient der Vorratshaltung. Kurzfristig ermöglicht es Putzhandlungen, Wasseraufnahme und den Fang weiter Beutetiere ohne den Verlust der ersten Beute.

### Sozialverhalten
Die Listspinne verbringt die meiste Zeit in ihrem Netzoval und sitzt dabei fast immer energiesparend kopfunter im Gras oder an Zweigen von niedrigen Sträuchern und lauert auf Beute. Bisweilen sonnt sie sich auch horizontal mit zusammengefalteten Vorderbeinen (1-2 oder 1-3) auf Blüten und Blättern und wechselt dabei gelegentlich ihre Position. Bei Störungen verschwindet sie rasch auf die Blattunterseiten oder in den Untergrund. Dies alles trifft tagsüber auch auf Männchen zu, die jedoch vor allem nachts Weibchen suchen. Ebenso sind auch Weibchen mit Kokons aktiv, um einen sonnigen Platz für ihr Kinderstubennetz zu finden.
Die ein Netz bewohnenden Nymphen und die noch immer sesshaften Weibchen kämpfen um die besten Beutefangplätze in ihrem Lebensraum. Große Weibchen erobern die günstigsten Plätze. Später nehmen sie sich auch die geeignetsten Plätze für ihr Glockengewebe und bewohnen diese in hoher Dichte. Sie werden von großen Männchen umworben. Kleinere Weibchen werden entweder die Beute größerer Artgenossen oder in ungünstigere Gebiete abgedrängt. Hier werben dann vor allem kleinere Männchen um sie.

## Fortpflanzung
Die Listspinne zeigt ein ausgefeiltes Balzverhalten. Das Männchen fängt ein Insekt und spinnt es zu einem Paket, das dem paarungsbereiten Weibchen angeboten wird. Das Weibchen entscheidet, ob es das Paket annimmt, und beginnt nach einer Annahme sofort daran zu fressen. Unbekannt ist, wie viel Nahrung die Listspinnenweibchen von den Männchen erhalten, denn sie paaren sich öfter; die Anzahl der überreichten Geschenke und beteiligten Männchen ist unbekannt.

### Brautgeschenk
Abgesehen von seltenen Ausnahmen stellen alle Listspinnenmännchen Brautgeschenke her. Am sechsten Tag nach der Adulthäutung fertigen sie diese zum ersten Mal an. Im Vergleich zu Nymphen und Weibchen umspinnen sie ihre Beute häufiger und intensiver.
Männchen behalten ihre Brautgeschenke einige Tage und heften sie unterwegs am Untergrund fest, um sich Palpen, Beine und Cheliceren zu putzen. Danach oder bei Beunruhigung ergreifen sie ihr Geschenk mit den Cheliceren und setzen die Suche nach Weibchen fort. Begegnen sie keinem Weibchen, fressen sie selbst daran und lassen es irgendwann fallen. Männchen nehmen sich zudem untereinander die Geschenke ab und spinnen mehrere Pakete zu einem größeren zusammen. Es werden auch notfalls nicht fressbare Ersatzobjekte angeboten und angenommen. Die oft zu lesende Erklärung, dass das Männchen durch das Brautgeschenk vor dem gefräßigen Weibchen geschützt sei, ist falsch. In äußerst seltenen Fällen wird ein Männchen von einem Weibchen erbeutet, dann nützt ihm aber auch kein Brautgeschenk.
In der ersten Phase der Brautgeschenkherstellung umkreist ein Männchen mit dem Hinterleibsende in großem Abstand die vom Fang noch in Cheliceren gehaltene Beute, die sich zunächst mitdreht. Dabei werden regelmäßig die austretenden Fäden an den Untergrund geheftet. Dadurch legen sich Fäden über die Beute und heften sie an den Untergrund fest. Dass diese sich mitbewegen können, verhindert das Männchen durch Umgreifen mit den Cheliceren. Schließlich lösen sie diese, beschreiben aber weiterhin mit ihrem Hinterleibsende einen weiten Kreis. Hier kann der Umspinnvorgang schon enden, normalerweise folgen aber noch die Phasen zwei und drei, die bei Männchen besonders ausgeprägt sind. In der zweiten Phase hält das Männchen die Beute nicht mehr mit den Cheliceren, sondern lässt die Palpen die Beute ab und zu berühren. Während des fortgesetzten Umkreisens ziehen die Spinnwarzen nun in engeren Radien um ihre Beute, die sie dabei über- und umspinnen. In der dritten Phase steht das Männchen kopfunter oder mit dem Kopf nach oben, während sich das Hinterleibsende über und um die am Untergrund fixierte Beute bewegt. Ist das Männchen fertig, setzt es sich neben oder über das noch immer mit einem breiten Seidenband festgehaltene Brautgeschenk.
Bevor ein Männchen auf die Suche nach einem Weibchen geht, füllt es seine Tasterenden mit Sperma. Hierzu erzeugt es durch Spinn- und Tupfbewegungen des Hinterleibs mit den Spinnwarzen ein Spermanetz, das entweder horizontal, senkrecht oder in einem schrägen Winkel ausgerichtet ist. Zwischendurch unterbricht es diese Handlungen für Pausen, Palpenputzen, Bissen in das Gespinst und Betasten des Gewebes mit den Palpen. Hat das Männchen das Netz fertiggestellt, gibt es einen milchigen Spermatropfen aus der vorne auf der Unterseite des Hinterleibs liegenden Geschlechtsöffnung an der oberen Netzkante durch Reiben ab und nimmt ihn abwechselnd in beide Bulbi der Pedipalpen auf.

### Balz
Hat ein Männchen mit Brautgeschenk ein Weibchen gefunden, nimmt es in der Regel die so genannte Anbietehaltung ein. Dabei ist der Vorderkörper weit vom Untergrund abgehoben, die Palpen und das erste Beinpaar sind zur Seite gestreckt. Nun reagiert das Weibchen entweder so auf diese Präsentation, dass es kopfunter sitzen bleibt, oder es hält das erste Beinpaar nach vorne gestreckt hoch. Dadurch erhält sie über die dort liegenden Trichobothrien ständig Informationen über die Aktivitäten und den Aufenthaltsort des Männchens. Diese bieten ihr Brautgeschenk meist ruhig an. Reagiert das Weibchen längere Zeit nicht auf das Männchen, läuft es einige Schritte zur Seite und umspinnt sein Brautgeschenk erneut.
Nach einiger Zeit löst sich das Weibchen aus seiner Bewegungslosigkeit und tastet sich mit den ersten beiden Beinpaaren an das unterhalb wartende Männchen heran. Nachdem es Beinkontakt mit dem Männchen hergestellt hat, findet sie das Brautgeschenk durch Abtasten seiner weit zur Seite gestreckten vorderen Beinpaare und begibt sich selbst ins Zentrum. Manchmal kommt es direkt mit dem Brautgeschenk in Kontakt. Die Palpen des Weibchens bewegen sich beim Herantasten auf und ab und berühren schließlich das nach vorne ausgestreckte Brautgeschenk, worauf die Cheliceren sofort zugreifen. Durchschnittlich 35 Sekunden vergehen von den ersten Tastbewegungen des Weibchens bis zum Ergreifen des Brautgeschenks. Es gibt jedoch auch eine schnelle Annahme, bei der das Weibchen wie bei einem Beutefang auf das Männchen springt und in die gerade von ihm erbeutete Fliege beißt. Desinteressierte Weibchen laufen irgendwann davon und putzen sich, was das in seiner Position verharrende Männchen oft gar nicht merkt.

### Paarung
Während der ersten Phase der Paarung halten Männchen und Weibchen das Brautgeschenk in den Cheliceren, wobei sich das Weibchen in der typischen Kopfunterposition befindet und das Männchen mit dem Kopf nach oben unterhalb steht. Erfolgte die Übernahme in abweichender Lage, dreht sich das Weibchen nun in diese Lage und das Männchen zwangsläufig mit. Nun beginnt es zu fressen, während das Männchen seine Palpen nach vorne gesteckt hält.
Durchschnittlich 30 Sekunden nach Ergreifen des Brautgeschenks beginnt das Männchen in der zweiten Phase mit bis zu achtmaligen heftigen Rucken. Dabei wird das über das Brautgeschenk verbundene Weibchen stark geschüttelt und hebt einige Beine vom Untergrund ab. Bisweilen lassen Weibchen hierbei das Brautgeschenk los und trennen sich vom Männchen. Noch während des Ruckens krümmt das Männchen sein Hinterleibsende zum Brautgeschenk hin, löst seine Cheliceren und heftet einen Sicherheitsfaden ans Brautgeschenk. Danach legt es sein drittes Beinpaar von beiden Seiten an das Brautgeschenk. Nun klettert es entweder rechts oder links an Brautgeschenk und Weibchen empor und gelangt so auf dessen Unterseite. Das Männchen begibt sich unter das Weibchen, um es erst mit der einen, dann mit der anderen Pedipalpe zu begatten. Nachdem er mit der auf der Weibchenseite liegenden Pedipalpe die Geschlechtsöffnung sucht, liegt die Spitze des nicht verwendeten Palpus am Brautgeschenk. An den Pedipalpen befinden sich die Bulbi, in denen das Männchen sein Sperma für die Paarung aufbewahrt. Die Insertation kann direkt gelingen oder erst nach mehr oder weniger langem Hin- und Herfahren. Ein Männchen benötigt vom Loslassen des Brautgeschenks bis zur Insertation durchschnittlich 17 Sekunden. Insertationen können nur eine Sekunde lang dauern, aber auch 58 Minuten lang sein. Gewöhnlich beträgt die Zeitdauer einige Minuten. Gelingt dem Männchen die Tastereinführung nicht, kehrt es zum Brautgeschenk zurück und beißt hinein (vierte Phase). Einige Zeit später macht es unter Rucken einen neuen Versuch.
In der dritten Phase sitzen Männchen und Weibchen ruhig. Dabei stützen sie sich mit ein bis fünf Beinen gegenseitig ab (meist m2-w1 und m1-w3). Ein Embolus des Männchens ist in eine der beiden Epigyneöffnungen eingeführt, während das Weibchen am Brautgeschenk frisst. Dabei verfärbt sich dasselbe an der Fraßstelle schwarz, da Lücken im Gespinst von Verdauungssekreten und aufgelösten Beutebestandteilen verstopft sind. Nach gewisser Zeit dreht das Weibchen mit seinen Palpen das Brautgeschenk, um die Fraßstelle zu wechseln.
Die Trennung des Paares wird meist vom Weibchen eingeleitet. Es läuft rasch davon oder vollführt schnelle ruckartige Bewegungen zur Seite. Häufig befindet sich das Männchen währenddessen unterhalb des Weibchens, so dass es den Kontakt verliert und zu Boden fällt. Das Weibchen kann aber auch mit einer größeren Anzahl von Beinen einen Fangkorb um das Brautgeschenk spinnen und es so erobern. Hierbei kann das Männchen jedoch ebenfalls mit synchroner Fangkorbbildung reagieren, so dass beide den Halt verlieren und zu Boden stürzen, wo es dann zur Trennung kommt. In diesen Fällen ergreift ein inserierendes Männchen oft schnell das Brautgeschenk und lässt sich vom davonlaufenden Weibchen einfach wegtragen, um an dem Fraßort des Weibchens weitere erfolgreiche Insertationen zu versuchen.
Insbesondere bei kleinen Geschenken kann es zu Beißversuchen des Weibchens in Beine und Körper des Männchens kommen, was dann die Trennung auslöst. Manchmal führt das Männchen die Trennung herbei, indem es das Brautgeschenk den Cheliceren des Weibchens entreißt. Es kann dem Weibchen das Brautgeschenk aber auch überlassen.
Am Ende der Paarung verbleibt das Brautgeschenk in den meisten Fällen beim Weibchen, das es nach kurzem Lauf kopfunter in einigen Stunden mit Ausnahme ungenießbarer Reste verzehrt. Gelingt dem Männchen die Eroberung des Brautgeschenks, spinnt es dieses am Untergrund fest und putzt zunächst Beine und Palpen. Danach verzehrt das Männchen das Geschenk entweder selbst oder bietet es nach neuem Umspinnen wieder einem Weibchen an. Es kann aber auch durch neue Beute vergrößert werden.

### Brutpflege

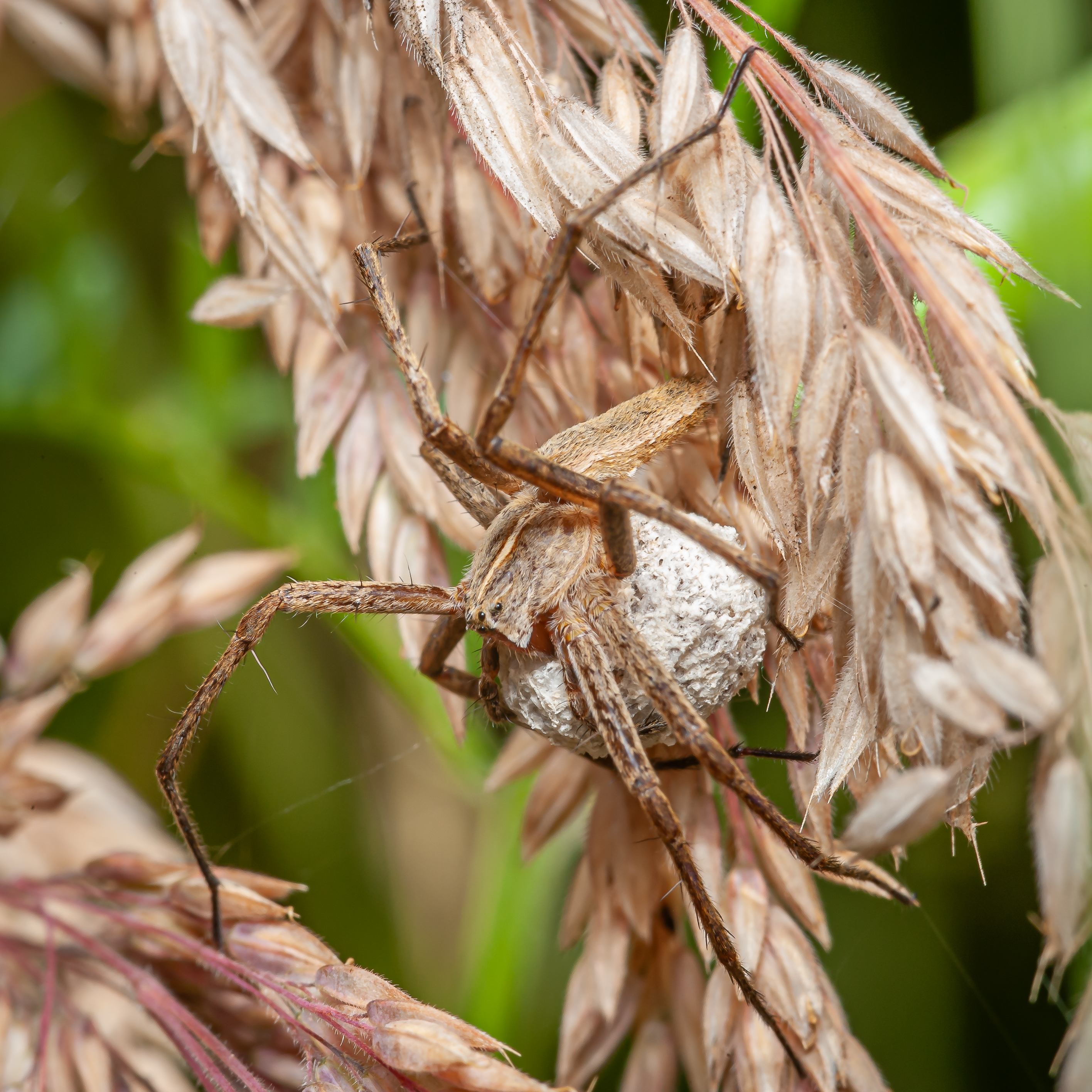
Weibchen mit Kokon

Das Weibchen stellt den Kokon für die Eier nachts, meist jedoch in den frühen Morgenstunden her. 

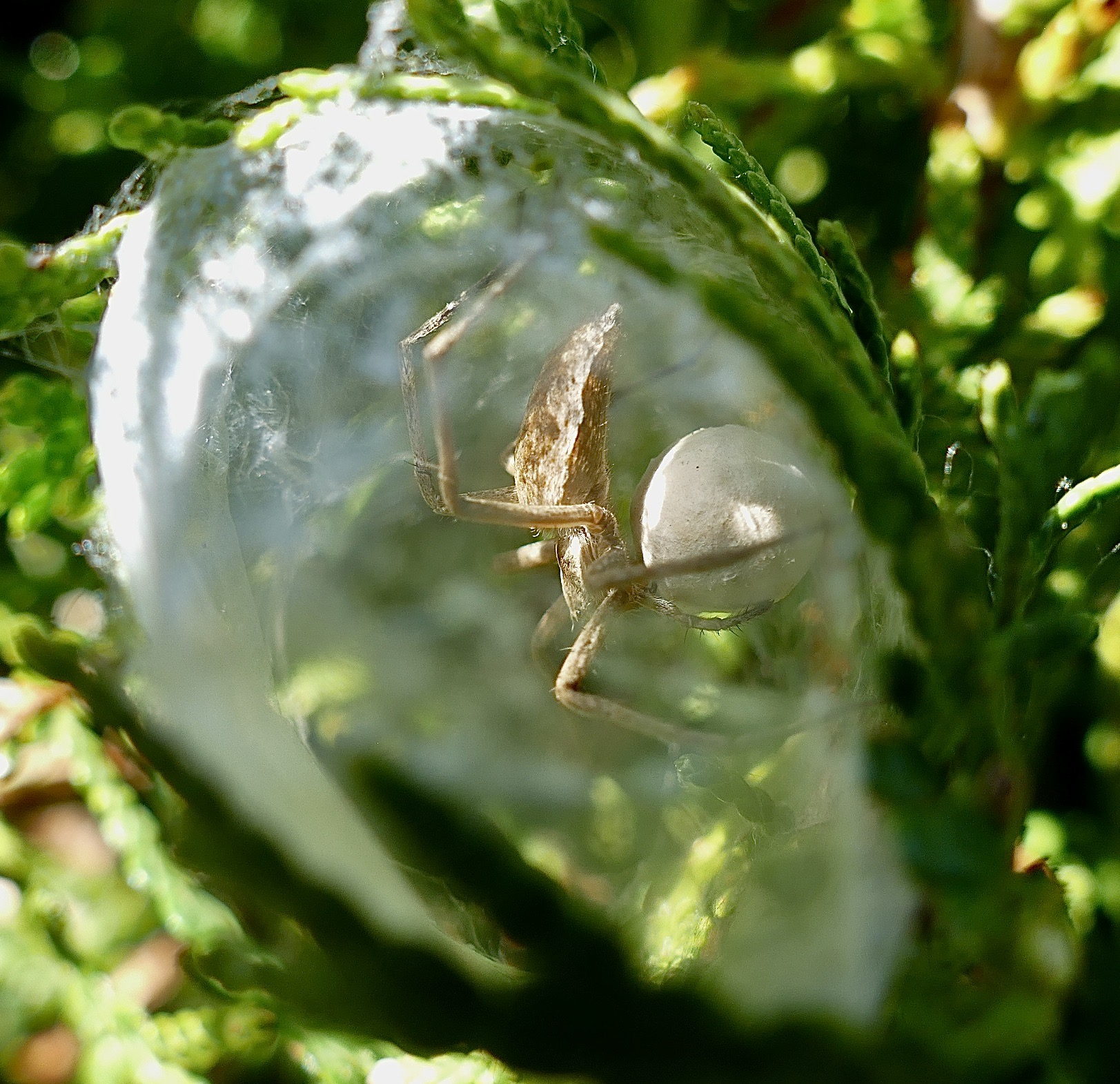
Weibchen der Listspinne mit Kokon im Glockengewebe

Zunächst spinnt es einige Aufhängefäden. Danach fertigt es die Basalplatte mit einem Durchmesser von etwa fünf Millimetern an, während es sich immer schneller mit seinem Körper dreht. Diese Umdrehungen fortsetzend, gibt das Weibchen dicke Fäden entlang des Randes der Basalplatte ab, so dass ein Randwall entsteht. Die Pedipalpen bleiben dabei ständig mit der den Spinnwarzen der gegenüberliegenden Seite in Kontakt. Somit bestimmt die Größe des Weibchens die Größe des Kokons.
Eine Stunde nach der Herstellung des Kokons verharrt das Weibchen bewegungslos und presst den Genitalbereich durch Beugen der Beine fest gegen die Eikammer. Dadurch tritt eine braune Eimasse aus, die je nach der Anzahl der Eier zwei bis vier Millimeter Durchmesser einnimmt. Nun verschließt das Weibchen die Kokonöffnung, indem es rasch Fäden kreuz und quer darüber spinnt, dann wieder ganze Seidenpakete abgibt. Einige Minuten später reißt es den Kokon von der Unterlage, wobei sie die Fäden mit den Cheliceren abschneidet. Indem das Weibchen den Kokon zwischen den Pedipalpen und dem dritten Beinpaar rotieren lässt, überspinnt es ihn mit weißer Seide. Schließlich nimmt es den Eikokon in die Cheliceren und transportiert ihn in der für die Pisauridae charakteristischen Weise unter dem Vorderkörper (im Gegensatz zu den Wolfsspinnen, bei denen die Weibchen den Kokon an den Spinnwarzen befestigt tragen). In der Regel legt das Weibchen den Eikokon bis zum Bau des Glockengewebes nicht ab, gelegentlich fängt und verzehrt es jedoch Beute.
Die erste Eiablage erfolgt zwischen dem 13. und dem 91. Tag nach der Adulthäutung. Die befruchteten Eier messen fast ein Millimeter Durchmesser und sind hell, kugelrund und weich. Nicht entwickelte Eier sind dunkelbraun, eingeschrumpft und hart. Zwei bis drei Tage vor dem Schlüpfen der Jungtiere gegen Ende der Nacht wird zwischen Pflanzenstängeln ein Glockengewebe gewebt. Dieses unten offene, meist fünf Zentimeter hohe, drei Zentimeter weite, am Dach am dichtesten gesponnene Gespinst wird in höchstens ein Meter Höhe befestigt. Während des Spinnens heftet das Weibchen den Eikokon an eine Unterlage und nimmt ihn von Zeit zu Zeit in die Cheliceren. Zum Schluss wird der Kokon im Glockengewebe aufgehängt. Die geschlüpften Jungen werden von der Mutter bewacht und vor allem vor anderen Spinnen verteidigt.
Damit der Nachwuchs im ersten Stadium den Kokon verlassen kann, baut das Weibchen das Glockengewebe in den frühen Morgenstunden zu einer Kinderstube um. Dazu macht es zunächst den inzwischen stark aufgeweiteten Kokon am Dach des Gespinstes fest. Dann reißt es ihn mit den Cheliceren fast vollständig auf und zieht Fäden vom Glockengewebe aus in die umgebende Krautvegetation. Nachdem es so ein zeltartiges Gespinst, das Kinderstubennetz, geschaffen hat, wird es in der Zeit von zwei bis drei Stunden nach Öffnung des Kokons durch das Weibchen von den Jungen besiedelt. Die Mutter hängt meist kopfunter außen auf dem Kinderstubengespinst, um die Jungen zu bewachen. Bei Regen verstärkt sie das Netz der Kinderstube und repariert aufgetretene Schäden. Bei starker Störung flieht sie, indem sie um das Netz herumläuft oder in die Vegetation unterhalb des Netzes verschwindet. Die Mutter kehrt jedoch bald wieder zu ihren Jungen zurück.

## Evolution und Systematik
Nach Brignoli (1978, 1984) kommen im Mittelmeerraum vier von fünf Pisaura-Arten vor, die den so genannten „Mirabilis-Komplex“ bilden. Diese könnten sich von einer gemeinsamen, vor oder zwischen den Eiszeiten, in der westlichen Paläarktis verbreiteten Stammart ableiten. In diesem Fall müssten sie verschiedene ökologische Nischen in den gleichen Gebieten gebildet haben. Wenn die Arten echt sind, dürften sie untereinander nicht zu kreuzen sein. Nach dem heutigen Stand der Forschung ist es unklar, ob es fünf Variationen oder Unterarten sind.
Auf den Kanarischen Inseln und Azoren existiert nach Schmidt (1968, 1973, 1981) eine Variante der Listspinne. Wunderlich (1987) bestritt dies und behauptete, Pisaura mirabilis sei mit der Art Pisaura madeiriana verwechselt worden und käme somit nicht dort vor, was Schmidt (1990) anhand erwachsener Exemplare widerlegte. Schmidt erwähnte auch die inzwischen als Art geltende Pisaura quadrilineata (Lucas 1838) auf La Palma. Er sah Männchen dieser Art nur mit nicht umsponnener Beute. Balz und Paarung sollen derzeit erforscht werden.

### Wissenschaftlicher Name, Synonyme und Trivialnamen
Die Listspinne wurde 1678 erstmals von Martin Lister beschrieben, als Linnés Nomenklatur noch nicht etabliert war, so dass er sie mit einem langen beschreibenden Artennamen versah: „Araneus sublividus, alvo undatim picta, productiori, acuminata“ (zu Deutsch: Bleifarbene Spinne mit wellenförmig bezeichnetem, verlängertem, zugespitztem Hinterleib). Noch im Jahre 1783 findet man bei Karl de Geer solch einen beschreibenden Namen für eine rötliche Farbvariante, die er als eigene Art ansah: „Araneus (rufo-fasciata), abdomine elongato, griseo fusco; fascia longitudinali undata rufa, pedibus longissimis“ (zu Deutsch: Die längliche braun-gräuliche Wolfspinne, mit einer wellenförmigen rostfarbigen Längsbinde und sehr langen Füßen).
Das heute gültige Epitheton mirabilis (lat. mīrus = „wunderbar“, „sonderbar“; miror, mirāri = „sich wundern“, „bewundern“) wurde 1757 von Carl Clerck in seinem Werk „Svenska spindlar“ zur ebenfalls im selben Werk eingeführten Gattung Araneus (lat. arānea = „Spinne“) für die Beschreibung der heutigen Pisaura mirabilis verwendet. Obwohl „Svenska spindlar“ zeitlich vor Beginn der Gültigkeit des Internationalen Code zoologischer Nomenklatur liegt, wurde es wegen seiner Bedeutung für die Bearbeitung der Spinnen per Übereinkommen als nach 1758 erschienen betrachtet und ist somit das erste und einzige nomenklatorisch zu berücksichtigende zoologische Werk, das vor der 10. Auflage der „Systema Naturae“ von Carl Linné 1758 erschienen ist. Carl Linné behielt 1758 in seinem Systema Naturae die Bezeichnung Areneus mirabilis bei. Das Brautgeschenk war damals noch unbekannt. Giovanni Scopoli beschrieb die gleiche Art 1763 in Unkenntnis von Clercks Erstbeschreibung ungültigerweise unter dem Namen Aranea listeri und benannte das Epitheton somit nach Martin Lister. 1885 stellte Eugène Simon die Gattung Pisaura (benannt nach Pisaurum, dem lat. Namen der italienischen Stadt Pesaro) auf und ordnete ihr Araneus mirabilis als Pisaura mirabilis zu.
Bei Roewer (1954) und Bonnet (1958/59) finden sich neben den bereits erwähnten weitere Synonyme:
- Aranea agraria
- Aranea arcuatolineata
- Aranea bivittata
- Aranea flavostriata
- Aranea listeri
- Aranea marmorata
- Aranea mirabilis
- Aranea obscura
- Aranea rufofasciata
- Aranea tripunctata
- Araneus mirabilis
- Dolomedes fimbriatus
- Dolomedes insignis
- Dolomedes mirabilis
- Dolomedes scheuchzeri
- Ocyale mirabilis
- Ocyale murina
- Ocyale rufofasciata
- Philodromus quadrilineatus
- Pisaura listeri
- Pisaura rufofasciata

Für Pisaura mirabilis sind in der deutschsprachigen Literatur auch eine Reihe von Trivialnamen in Gebrauch. Meist wird sie dort als „Raubspinne“ (z. B. Stern u. Kullmann 1975, Pfletschinger 1976, Sauer u. Wunderlich 1984, Heimer 1988, Renner 1997, Foelix 1992) bezeichnet. Sie wurde aber auch mit anderen Namen wie etwa „Wald-Wunderspinne“ (Hahn 1827), „Wunderbare Jagdspinne“ (Hahn 1834, Grüne 1873) oder „Wunderbarer Wasserläufer“ (Menge 1879) versehen. Lock nannte sie 1939 „Große Wolfsspinne“.
Die Namen „Heideraubspinne“ (Smolik 1987) und „Heidejagdspinne“ (Schmidt 1955, 1980) sind nur für einige Populationen zutreffend, da Pisaura mirabilis nicht nur in der Heide vorkommt.
Bellmann (1984, 1994, 1997) und Baehr u. Baehr (1987) nennen sie Listspinne. Damit bezeichnen sie das genetisch fixierte, regelmäßig vorkommende Verhalten des männlichen Brautgeschenks (Nitzsche) als „List“, nehmen also nicht auf das Synonym-Epitheton listeri Bezug. Allerdings kann es so zu Verwechslungen mit der Art Dolomedes fimbriatus (z. B. Pfletschinger 1976) kommen, die auch als „Listspinne“ bezeichnet wird. Bei ihr gibt es kein Brautgeschenk. Auch P. mirabilis wurde zeitweilig der Gattung Dolomedes zugeordnet.
Zutreffend ist auch der von Lierath (1988) im Titel seines kleinen Artikels über diese Art erwähnte populäre Name „Brautgeschenkspinne“, den auch Nitzsche häufig verwendet. Eine namentliche Abgrenzung zu anderen Pisauridenarten mit entsprechenden Verhalten (z. B. Pisaura lama) ließe sich nach letztgenannten durch Integration des Artnamens „mirabilis“ zu „Wunderbare Brautgeschenkspinne“ erreichen.
In der englischsprachigen Literatur wird sie manchmal nuptial feeding spider (Lang 1996) oder nursery web spider (dt. „Kinderstubengespinstspinne“) genannt, wobei beachtet werden muss, dass teilweise die ganze Unterfamilie Pisaurinae und ihre Arten als nursery web spider bezeichnet werden können. In Frankreich heißt sie le Pisaure und in Dänemark rovedderkopper (dt. „Raubspinne“), während sie in den Niederlanden als Kraamwebspin (dt. „Kinderstubengespinstspinne“) oder Grote wolfspin (dt. „Große Wolfspinne“) bezeichnet wird.

## Listspinne und Mensch
Die in Europa heimische Listspinne gelangte schon relativ früh ins Blickfeld der Spinnenforschung. Das Interesse galt zunächst der Brutpflege. Im 20. Jahrhundert widmeten die Forscher sich jedoch schwerpunktmäßig dem Fortpflanzungsverhalten und physiologischen sowie phänologischen Aspekten.

### Filme
- J. Bublath: Räuber mit Netz. Das aufregende Leben der Spinnen. Aus Forschung und Technik, ZDF, 1987
- P. Hayden: Wenn Tiere zu Kannibalen werden. Killer in den eigenen Reihen, SWR (Südwest 3), 1999
- P. Schneider: Pisaura mirabilis, die Raub-, Jagd- oder Listspinne, HWF 14, Begleitheft Heidelberg, 1998
- E. R. Skinner, G. H. Thompson, J. A. L. Cooke: Commentary, spiders film 11: Pisauridae. Pisaura mirabilis - courtship and mating. Dolomedes fimbriatus - capture of food. Oxford (IWF W1017 T), 1966/67
- Horst Stern: Bemerkungen über Spinnen 2. Meilensteine des Dokumentarfilms, Ein Franckh-Kosmos Video, Franckh-Kosmos Stuttgart, 1975